# Leonard Troland
Leonard Thompson Troland, né le 26 avril 1889 à Norwalk (Connecticut) et mort en mai 1932 au mont Wilson,  est un psychologue, psychophysiologiste et philosophe américain, ainsi que l'un des premiers chercheurs en parapsychologie. Il est également ingénieur en imagerie et en acoustique.

## Biographie
Il obtient une Licence de biochimie au Massachusetts Institute of Technology en 1912. Il étudie ensuite la psychologie à l'université Harvard de 1912 à 1915, où il reçoit son doctorat en 1915. Il passe une année à Cleveland où il travaille en tant que chercheur associé au laboratoire de recherche de la General Electric Company. C'est là qu'il entreprend sa première recherche en optique physiologique sur les effets de scintillement, les images rémanentes, l'hétérochromie et l'effet Purkinje. Il retourne à Harvard en tant qu'enseignant en psychologie en 1916 et il est promu professeur adjoint en 1922.
Ses centres d'intérêt variés l’amènent à publier environ quarante articles dans des revues scientifiques, principalement en optique et en psychologie. Il participe à la rédaction des premiers manuels de psychologie[réf. nécessaire]. Il poursuit son enseignement et ses travaux de recherche à Harvard tout en travaillant en tant que consultant dans des entreprises d'ingénierie, puis pour la marine américaine pendant la Première Guerre mondiale. Il contribue alors à développer des dispositifs acoustiques de détection des sous-marins. En 1918, Troland devient ingénieur de recherche chez Kalmus, Comstock & Wescott Inc., une entreprise d'ingénierie scientifique à Boston. Il intègre ensuite, en tant qu'ingénieur en chef, la Technicolor Motion Picture Corporation de Californie. Il conçoit et obtient les brevets de presque tous les appareils photographiques et mécaniques pour les films en couleurs. 
C'est en 1926 que Leonard Troland  publie son premier ouvrage à caractère philosophique, The Mystery of Mind, suivi deux ans plus tard par un ouvrage de psychologie scientifique intitulé Fundamentals in Human Motivation. En 1929, il renonce à son poste à Harvard et déménage en Californie pour se rapprocher de la Technicolor Corporation. En mai 1932, il fait une chute mortelle au mont Wilson, près de Los Angeles, alors qu'il prenait la pose pour une photographie sur le bord d'une falaise, chute peut-être due à une attaque.
Leonard Troland donne son nom au troland (symbole Td), l'unité conventionnelle de l'éclairement rétinien. L'Académie nationale des sciences des Etats-Unis attribue un prix également à son nom.

## Optique
C'est à Leonard Troland que l'on doit la première mention du terme « photon » dans un cadre scientifique. Il introduit ce terme en 1916 dans un article intitulé « Sur la mesure des intensités de la stimulation visuelle » pour définir une unité d'intensité du stimulus visuel. C'est l'intensité physiologique du stimulus opérant à partir de la rétine de l’œil qui est chez lui exprimée en photons, et non la quantité de lumière en elle-même. Ce terme sera repris en 1926 par Gilbert Lewis dans un sens différent en optique physique et sera adopté rapidement dans les années suivantes par la communauté des physiciens pour désigner les « quanta de lumière ». 

## Recherches en parapsychologie
Troland s'est intéressé à la parapsychologie, en particulier à la télékinésie et à la télépathie, et il a mené des expériences autour de la télépathie à l'Université Harvard, signalées dès 1917. Il est l'un des premiers scientifiques à utiliser une machine pour ce type d'expériences plutôt qu'un expérimentateur humain. Cette machine consiste en un système d'éclairage qui allume de façon aléatoire l'une des deux lampes situées chacune dans une pièce fermée à part. Le sujet de l'expérience doit actionner l'interrupteur et déterminer laquelle de ces deux chambres est éclairée. Troland affirme avoir établi que le taux de réussite des prévisions formulées par les sujets de l'expérience étaient non pas supérieur, mais légèrement inférieur à celui de déclarations qui auraient été faites au hasard.

## Philosophie

### « Paraphysique »
En 1918, Leonard Troland soutient une forme analytique de panpsychisme qu'il appelle « monisme paraphysique » dans un article lui-même intitulé « Paraphysical Monism ». Suivant en cela William Clifford, Troland affirme que le monde psychique est lui-même composé de particules atomiques élémentaires qui sont la contrepartie mentale des atomes physiques. À l'époque, la physique ne reconnaissait que deux types de particules élémentaires, les protons et les électrons. Troland soutient donc qu'il doit exister « tout au plus et seulement deux types d'atomes psychiques » : les « para-électrons » et les « para-protons ». Les états mentaux et les sentiments ne seraient alors que des combinaisons de ces deux atomes psychiques. Comme les atomes physiques ne sont régis que par deux types de force, l'attraction et la répulsion, Troland soutient par analogie que les atomes psychiques ne ressentent que les qualités psychiques correspondantes d'« agrément » (pleasantness) et de « désagrément » (unpleasantness), notions forgées en référence aux principes de l'amour et de la haine d'Empédocle. Puisque l'évolution du monde physique tend à une plus grande cohésion et une plus grande intégration, le monde psychique parallèle tend vers un niveau de satisfaction ou de bonheur toujours plus grand. Cette tendance est appelée par Troland : « loi psychique de la sélection hédonique. »

### « Psychophysique »
Troland développe et révise sa thèse du « monisme paraphysique » dans un article de 1922 intitulé « La psychophysique comme clé des mystères de la physique et de la métaphysique ». Il y affirme l'importance philosophique de la théorie de la relativité qui implique, selon lui, une participation active de l'observateur. Il soutient de façon plus générale que tout concept valide portant sur la réalité implique une dépendance de celle-ci à l'égard de « l'expérience » qui en est faite. Cette idée sera développée plus tard par John Wheeler avec sa notion d'univers participatif. 
Troland note par ailleurs que le parallélisme entre le physique et le psychique implique l'existence d'une parfaite régularité entre eux, régularité qui fait penser à une loi qu'il nomme : « loi de recouvrement  psycho-physique » (psycho-physical bridging law). Suivant les pas de Gustav Fechner, il affirme que « la conscience est au moins en partie représentable comme une fonction mathématique » en lien avec la structure physique et l'activité d'un organisme. Il  soutient également qu'« il existe une correspondance point par point entre la constitution de l'expérience immédiate et celle de l'activité corticale. ». En conséquence, « nous sommes tenus de traiter l'esprit comme s'il s'agissait d'une substance et de l'identifier à la réalité de la matière ». Troland défend ainsi une version de la théorie de l'identité psychophysique qu'il nomme « monisme psychique », et dont il trouve l'origine dans la philosophie du psychologue allemand Gustav Fechner. Il affirme également s'inscrire dans la même lignée que Clifford, Prince, Strong et Paulsen.

### « Panpsychisme »
Malgré ses références constantes au panpsychisme, c'est seulement à la fin de son article de 1922 que Troland identifie son « monisme psychique » à une forme de panpsychisme. Il commence par souligner que l'activité psychique doit être associée non seulement au cerveau dans son ensemble, mais à chaque niveau de sa structure, du neurone individuel à l'atome : 
« Pour chaque neurone du système nerveux et pour chaque atome de chaque neurone, il doit y avoir un fait psychique réel qui est relié à ma conscience »
Ainsi, le champ de conscience individuel de chaque personne doit être « considéré comme la concentration d'un vaste système nerveux psychique […] non pas constitué de protons et d'électrons, mais d'atomes de sensibilité ». C'est là une application directe de sa théorie paralléliste des constituants de la vie consciente. Mais, continue Troland, « nous ne pouvons pas nous arrêter ici », car la continuité de la nature physique nous oblige à envisager un univers psychique qui correspond point par point […] à la totalité des constituants de mon organisme et de mon environnement ; en fait, à la totalité de l'univers physique » C'est ce que Troland appelle l'« extension panpsychique de la conscience » à toute réalité physique. 
Cette théorie suggère une nouvelle méthode de recherche métaphysique:
« Cette nouvelle méthode […] consiste simplement à déterminer avec soin les lois qui relient les facteurs de la conscience humaine à ceux de la fonction cérébrale, puis à généraliser ces lois […] à l'ensemble des structures physiques et des processus. La possibilité d'une telle généralisation repose sur l'existence d'une continuité de la nature et sur la conviction que la conscience humaine est suffisamment complexe pour exemplifier toutes les relations psycho-physiques élémentaires. »
Cette version du panpsychisme – le monisme psychique – est une théorie que Troland juge fondamentale. Elle doit selon lui chambouler le monde philosophique. Qu'un tel chamboulement n'ait pas encore eu lieu, affirme-t-il, est dû aux « méthodes de pensée habituellement floues » des philosophes et des psychologues professionnels.

## Publications
- (en) A Technique for the Experimental Study of Telepathy and Other Alleged Clairvoyant Processes (1917).
- (en) The Nature of Matter and Electricity: An Outline of Modern Views (1917).
- (en) The Mystery of Mind (1926).
- (en) The Fundamentals of Human Motivation (1928).